# Cabinet Streibl I
État libre de Bavière
Strauß III Streibl II
Le cabinet Streibel I (en allemand : Kabinett Streibel I) est le gouvernement du Land allemand de la Bavière entre le 19 octobre 1988 et le 30 octobre 1990, durant la onzième législature du Landtag.

## Coalition et majorité
Dirigé par le nouveau ministre-président conservateur Max Streibl, ce gouvernement est constitué et soutenu par la seule Union chrétienne-sociale en Bavière (CSU), qui dispose de 128 députés sur 204, soit 62,7 % des sièges au Landtag.
Il est formé à la suite du décès du ministre-président Franz Josef Strauss, au pouvoir depuis novembre 1978, et succède au cabinet Strauss III, également constitué par la seule CSU. Surnommé « le taureau de Bavière », président du parti conservateur depuis mars 1961, Strauss est victime d'une crise cardiaque qui lui est fatale le 3 octobre 1988. La CSU lui choisit alors comme successeur l'un de ses lieutenants, le vice-ministre-président et ministre des Finances Max Streibl.
Lors des élections régionales du 14 octobre 1990, les chrétiens-sociaux reculent d'à peine un point, conservant ainsi leur large majorité absolue dont ils disposent depuis 1962. Streibl peut alors former son second cabinet.

## Composition

### Initiale (19 octobre 1988)
- Les nouveaux ministres sont indiqués en gras, ceux ayant changé d'attributions en italique.

| Portefeuille                                                          | Titulaire | Titulaire                   | Parti |
| --------------------------------------------------------------------- | --------- | --------------------------- | ----- |
| Ministre-président                                                    |           | Max Streibl                 | CSU   |
| Vice-ministre-président Ministre de la Justice                        |           | Mathilde Berghofer-Weichner | CSU   |
| Ministre de l'Intérieur                                               |           | Edmund Stoiber              | CSU   |
| Ministre des Finances                                                 |           | Gerold Tandler              | CSU   |
| Ministre de l'Économie et des Transports                              |           | August Richard Lang         | CSU   |
| Ministre de l'Alimentation, de l'Agriculture et des Forêts            |           | Simon Nüssel                | CSU   |
| Ministre du Développement régional et des Questions environnementales |           | Alfred Dick                 | CSU   |
| Ministre de l'Enseignement et de l'Éducation                          |           | Hans Zehetmair              | CSU   |
| Ministre de la Science et des Arts                                    |           | Wolfgang Wild               | CSU   |
| Ministre du Travail et de l'Ordre social                              |           | Gebhard Glück               | CSU   |
| Ministre des Affaires fédérales et européennes                        |           | Georg von Waldenfels        | CSU   |